# Аспак-ле-О
Аспа́к-ле-О (фр. Aspach-le-Haut) — упразднённая коммуна на северо-востоке Франции в регионе Эльзас — Шампань — Арденны — Лотарингия, департамент Верхний Рейн, округ Тан — Гебвиллер, кантон Серне. До марта 2015 года коммуна административно входила в состав упразднённого кантона Тан (округ Тан). Упразднена и с 1 января 2016 года объединена с коммуной Мишельбак в новую коммуну Аспак-Мишельбак на основании Административного акта № 57 от 24 декабря 2015 года.
Площадь коммуны — 8,69 км², население — 1383 человека (2006) с выраженной тенденцией к росту: 1472 человека (2012), плотность населения — 169,4 чел/км².

## Население
Население коммуны в 2011 году составляло 1471 человек, а в 2012 году — 1472 человека.
| 1962 | 1968 | 1975 | 1982 | 1990 | 1999 | 2006 | 2007 | 2011 | 2012 |
| ---- | ---- | ---- | ---- | ---- | ---- | ---- | ---- | ---- | ---- |
| 513  | 562  | 561  | 592  | 871  | 1123 | 1383 | 1420 | 1471 | 1472 |

Динамика населения:

## Экономика
В 2010 году из 1015 человек трудоспособного возраста (от 15 до 64 лет) 811 были экономически активными, 204 — неактивными (показатель активности 79,9 %, в 1999 году — 72,8 %). Из 811 активных трудоспособных жителей работали 753 человека (384 мужчины и 369 женщин), 58 числились безработными (22 мужчины и 36 женщин). Среди 204 трудоспособных неактивных граждан 93 были учениками либо студентами, 62 — пенсионерами, а ещё 49 — были неактивны в силу других причин.
На протяжении 2011 года в коммуне числилось 522 облагаемых налогом домохозяйства, в которых проживало 1492 человека. При этом медиана доходов составила 25154 евро на одного налогоплательщика.